# Bomolocha ochracea
Bomolocha ochracea là một loài bướm đêm trong họ Noctuidae.